# Шмалеевский заказник
Шмалеевский заказник (укр. Шмалієвський заказник) — орнитологический заказник местного значения на Украине. Расположен в пределах Кропивницкого района Кировоградской области вблизи села Варваровка. Занимает площадь 20 га. Статус заказника территория получила в 1997 году.